# Hrabstwo McKenzie

Piramida wieku hrabstwa

Hrabstwo McKenzie (ang. McKenzie County) to hrabstwo w zachodniej części stanu Dakota Północna w Stanach Zjednoczonych. Hrabstwo zajmuje powierzchnię 7 409,67 km², co czyni je największym pod względem powierzchni hrabstwem w Dakocie Północnej. Według szacunków United States Census Bureau w roku 2006 miało 5 700 mieszkańców. Siedzibą hrabstwa jest Watford City.

## Geografia
Hrabstwo McKenzie zajmuje powierzchnię całkowitą 7 409,67 km², z czego 7 101,80 km² to powierzchnia lądowa, a 307,87 km² (4,2%) to powierzchnia wodna. Hrabstwo McKenzie jest największym hrabstwem w Dakocie Północnej pod względem powierzchni całkowitej i powierzchni lądowej.
Na terenie hrabstwa znajduje się północny oddział parku narodowego Theodore Roosevelt.

### Miejscowości
- Alexander
- Arnegard
- Watford City

## Demografia
Według spisu ludności przeprowadzonego przez United States Census Bureau w 2000 roku, hrabstwo McKenzie miało 2 151 gospodarstw domowych, w których mieszkało 5 737 osób. Gęstość zaludnienia wynosiła 0,8 osób na km².